# Pedro Sombra
Pedro Ramón Paniagua, más conocido como Pedro Sombra (Taco Pozo; 20 de febrero de 1939 - Buenos Aires; 20 de enero de 1985), fue un popular y destacado coreógrafo y bailarín argentino de la revista porteña.

## Biografía
Pedro Sombra nació en Taco Pozo, en ese entonces parte del Territorio nacional del Chaco (actual Provincia del Chaco) y desde muy chico se dedicó a estudiar y a perfeccionarse en el campo del arte y la danza. Fue el medio hermano, por parte de padre, de la famosa cantante Ramona Galarza. Empezó a bailar profesionalmente a los 15 años. Su padre, Carlos Eleuterio Onetto, fue cantor y dueño de un pequeño boliche a la vera del río Paraná. Supuesto psíquico dotado desde nacimiento, solía afirmar que predecía el futuro, sobre todo acontecimientos de su hermana Ramona.

## Carrera
Sombra fue bailarín y coreógrafo de teatros de Argentina como el Teatro Cómico, el Teatro Nacional y el Teatro Maipo. A los 30 años ya dirigía su propio ballet, en el que se encontraban bailarines tales como Jorge Aguer, Betty Flores, Jorge Narciso, Rubén Olguín, Daniel Juárez, Daniel Cicare y Cristina Bergh, con quienes hizo giras teatrales y presentaciones televisivas en Canal 13. Pedro fue también profesor de danza moderna, entre sus alumnos estaban figuras destacadas de la revista porteña como Susana Brunetti, Hilda Mayo y la vedette transformista Jorge Perez Evelyn. 

## Filmografía
- 1970: Blum, junto Darío Vittori y Nélida Lobato.
- 1971: En una playa junto al mar, protagonizada por Tono Andreu, Jorge Barreiro, Donald Mc Cluskey, Aída Luz y Susana Mayo.[4]
- 1975:Maridos en vacaciones,  protagonizada por Alberto Olmedo y Jorge Porcel.[5]

## Televisión
En televisión tuvo a su cargo a fines de los '60  varios cuadros musicales en el programa de Canal 7 Siete y medio, producido y conducido por Héctor Ricardo García. Formó su propio ballet para Canal 13 en el programa El chupete, desde 1973 hasta  1976, en el que trabajó con Ethel Rojo, Juan Carlos Calabró, Dorys del Valle, Peggy Sol, María Magdalena, Claudia Lapacó, Beba Bidart y Alberto Olmedo, entre otros.

## Teatro
Trabajó en varios espectáculos revisteriles, principalmente en las décadas del 60 y 70:
- 1966: Los coristas rebeldes, con Don Pelele, Dorita Burgos, Vicente Rubino, Hilda Mayo, Pochi Grey, Carlos Scazziotta, y las hermanas Pons.
- 1967: Es la frescura, junto a Fidel Pintos, Jorge Porcel, Alberto Olmedo, Ramona Galarza, Pochi Grey, y las hermanas Mimí Pons y Norma Pons.
- 1967: Maipísimo, con Ámbar La Fox, J. Porcel, Don Pelele, Rafael Carret, Marianito Bauzá, Adolfo García Grau, Amparito Castro, Hilda Mayo y Hugo del Carril.
- 1967: Si no es Maipo, no es revista, junto a José Marrone, Tito Lusiardo, Vicente Rubino, Don Pelele, Pochi Grey, Hilda Mayo y las hermanas Pons.
- 1968: Las 40 Primaveras,  con Osvaldo Pacheco, Zaima Beleño, Jorge Porcel y Juan Carlos Altavista.
- 1968: Les cantamos las cuarenta.
- 1969: Escándalo en el Maipo.
- 1969: Buenos Aires 2001.
- 1969: El Maipo en Luna Nueva, en el Teatro Maipo Junto a Jorge Porcel, Don Pelele, Alberto Anchart, Norma Pons, Mimí Pons, Carlos Scazziotta, Adriana Parets, Gloria Prat y Rocky Pontoni.
- 1970: El Maipo está piantao!, con Dringue Farías, Nélida Roca, Carlos Scazziotta, las hermanas Pons, Katia Iaros, Jorge Luz y Nacha Guevara.
- 1971: Chau... verano loco, estrenada en el Teatro Maipo, junto a Jorge Luz, Emilio Vidal, Don Pelele, Carlos Scazziotta, Adriana Parets y Katia Iaros.
- 1972: Fantástica, con Vicente Rubino, Zulma Faiad, Moria Casán, Rafael Carret, Marcos Zucker, y gran elenco.
- 1972: Buenos Aires al verde vivo, junto a José Marrone, Adolfo Stray, Gogó Andreu y Alfredo Barbieri.
- 1973: Stray al Gobierno, Marrone al Poder con Adolfo Stray, Pepe Marrone, Katia Iaros y Roberto García Ramos.
- 1973: Colitas de verano, con dirección de Carlos A. Petit, junto a José Marrone, Estela Raval, Vicente Rubino, Gogó Andreu y la vedette Elizabeth Aidil. Estrenada en el Teatro Neptuno.
- 1974: Mar del Plata 100X100, en el Teatro Neptuno.
- 1974: La banana mecánica, con José Marrone, Estela Raval, Haydeé Padilla, Jorge Luz, Moria Casán, Gogó Andreu y Roberto García Ramos.
- 1975: Había una vez...Ambar...Luz y Sombra, con Jorge Luz y Karen Mails.
- 1976: El Maipo de gala, con Osvaldo Pacheco, Thelma Stefani, Tristán y la vedette Guadalupe.
- 1976: Los verdes están en el Maipo, con Javier Portales, Tristán, Mario Sánchez, las hermanas Pons y Peggy Sol.
- 1978: Por siempre Maipo, con Norma Pons, Javier Portales, Adolfo García Grau, Naanim Timoyko, Mario Sapag y Juan Verdaguer.
- 1979: La revista de champagne, con Javier Portales, Norma Pons y Julio de Grazia.

Sombra incorporó al teatro a la actriz brasileña Clauda Raia en su visita al país.

## Tragedia
Sombra tuvo un momento muy dramático, cuando una de sus compañeras, una vedette del Maipo conocida como Lorena Carr, ingresó al camerino del coreógrafo, cerró la puerta y discutió con él. Luego de que la misma se tornara agresiva, la artista exclamó «¡esto vos no se lo hacés a nadie más!», sacó un arma y le disparó tres balazos. Dos de esas balas entraron en el cuerpo del bailarín pero sin lesionar zonas vitales, por lo que se recuperó pronto y volvió al escenario. Lorena quedó detenida en la comisaría primera. Las denuncias que hizo Sombra fueron posteriormente retiradas, y la bailarina quedó en libertad.

## Exilio y fallecimiento
En plena dictadura militar autodenominada Proceso de Reorganización Nacional, en la década del 70, debió exiliarse a Estados Unidos por muchos años debido a su condición de homosexual. Volvió a finales de 1983, donde vivió junto a su hermana Ramona en su departamento de Belgrano. Por su grave cuadro debido a las complicaciones del SIDA, fue internado en un centro médico porteño, donde finalmente falleció siendo aún muy joven y en el completo olvido. Sus sobrinos artísticos, Oscar Raúl Rullan, Claudio Álvarez y Diana Sumer, hicieron en su homenaje El sombras trío, un éxito en los cabarets. Sus restos descansan en un cementerio de la Ciudad de Corrientes. Sombra tenía tan solo 45 años.